# Europese kampioenschappen acrobatische gymnastiek 2017
De Europese kampioenschappen acrobatische gymnastiek 2017 waren door Union Européenne de Gymnastique (UEG) georganiseerde kampioenschappen voor acrogymnasten. De 28e editie van de Europese kampioenschappen vond plaats van 19 tot 22 oktober 2017 in het Poolse Rzeszów.

## Resultaten

### Duo's
| Dames      |                                  |                                     |                                    |
| Discipline | Goud                             | Zilver                              | Brons                              |
| All round  | Daria Guryeva Daria Kalinina     | Noémie Lammertyn Lore Vanden Berghe | Mika Lefkovits Roni Surzon         |
| Balans     | Daria Guryeva Daria Kalinina     | Noémie Lammertyn Lore Vanden Berghe | Mika Lefkovits Roni Surzon         |
| Tempo      | Daria Guryeva Daria Kalinina     | Noémie Lammertyn Lore Vanden Berghe | Mika Lefkovits Roni Surzon         |
| Heren      |                                  |                                     |                                    |
| Discipline | Goud                             | Zilver                              | Brons                              |
| All round  | Igor Mishev Nikolay Suprenov     | Kilian Goffaux Robin Casse          | Artsiom Yashchanka Aliaksei Zayats |
| Balans     | Igor Mishev Nikolay Suprenov     | Kilian Goffaux Robin Casse          | Tim Sebastian Michail Kraft        |
| Tempo      | Kilian Goffaux Robin Casse       | Igor Mishev Nikolay Suprenov        | Jake Phelan Michael Hill           |
| Gemengd    |                                  |                                     |                                    |
| Discipline | Goud                             | Zilver                              | Brons                              |
| All round  | Marina Chernova Georgii Pataraia | Volha Melnik Artur Beliakou         | Katherine Williams Lewis Walker    |
| Balans     | Marina Chernova Georgii Pataraia | Volha Melnik Artur Beliakou         | Katherine Williams Lewis Walker    |
| Tempo      | Marina Chernova Georgii Pataraia | Katherine Williams Lewis Walker     | Volha Melnik Artur Beliakou        |

### Groep
| Dames      |                                                      |                                                    |                                                                     |
| Discipline | Goud                                                 | Zilver                                             | Brons                                                               |
| All round  | Polina Plastinina Kseniia Zagoskina Daria Chebulanka | Isabel Haigh Ilisha Boardman Emily Hancock         | Karina Sandovich Julia Ivonchyk Veranika Nabokina                   |
| Balans     | Polina Plastinina Kseniia Zagoskina Daria Chebulanka | Isabel Haigh Ilisha Boardman Emily Hancock         | Karina Sandovich Julia Ivonchyk Veranika Nabokina                   |
| Tempo      | Polina Plastinina Kseniia Zagoskina Daria Chebulanka | Jennifer Bailey Roxanna Parker Gabrielle Potter    | Karina Sandovich Julia Ivonchyk Veranika Nabokina                   |
| Heren      |                                                      |                                                    |                                                                     |
| Discipline | Goud                                                 | Zilver                                             | Brons                                                               |
| All round  | Yannay Kalfa Daniel Uralevitch Lidar Dana Efi Sach   | Lewis Watts Conor Sawenko Charlie Tate Adam Upcott | Vladyslav Kukurudz Stanislav Kukurudz Yurii Push Taras Yarush       |
| Balans     | Yannay Kalfa Daniel Uralevitch Lidar Dana Efi Sach   | Lewis Watts Conor Sawenko Charlie Tate Adam Upcott | Vadim Nabiev Aleksandr Pchelnikov Victor Grechukhin Andrei Shkvarok |
| Tempo      | Yannay Kalfa Daniel Uralevitch Lidar Dana Efi Sach   | Lewis Watts Conor Sawenko Charlie Tate Adam Upcott | Vladyslav Kukurudz Stanislav Kukurudz Yurii Push Taras Yarush       |

1978 ·
1979 ·
1980 ·
1982 ·
1984 ·
1985 ·
1986 ·
1987 ·
1988 ·
1989 ·
1990 ·
1991 ·
1992 ·
1993 ·
1994 ·
1995 ·
1996 ·
1997 ·
1999 ·
2001 ·
2003 ·
2005 ·
2007 ·
2009 ·
2011 ·
2013 ·
2015 ·
2017 ·
2019 ·
2021 ·